# 2020-as labdarúgó-Európa-bajnokság (selejtező – C csoport)
A 2020-as labdarúgó-Európa-bajnokság selejtezőjének C csoportjának mérkőzéseit tartalmazó lapja.
A csoportban öt válogatott, Hollandia, Németország, Észak-Írország, Észtország és Fehéroroszország szerepelt. Az első két helyezett, Németország és Hollandia kijutott az Európa-bajnokságra. Észak-Írország és Fehéroroszország a Nemzetek Ligájában elért eredménye alapján pótselejtezőre került.

## Tabella
| Hely. | Csapat           | M | Gy | D | V | G+ | G– | Gk  | P  | Továbbjutás                                     |  | GER | NED | NIR | BLR | EST |
| ----- | ---------------- | - | -- | - | - | -- | -- | --- | -- | ----------------------------------------------- |  | --- | --- | --- | --- | --- |
| 1.    | Németország      | 8 | 7  | 0 | 1 | 30 | 7  | +23 | 21 | Kijutott a 2020-as labdarúgó-Európa-bajnokságra |  | —   | 2–4 | 6–1 | 4–0 | 8–0 |
| 2.    | Hollandia        | 8 | 6  | 1 | 1 | 24 | 7  | +17 | 19 | Kijutott a 2020-as labdarúgó-Európa-bajnokságra |  | 2–3 | —   | 3–1 | 4–0 | 5–0 |
| 3.    | Észak-Írország   | 8 | 4  | 1 | 3 | 9  | 13 | −4  | 13 | Pótselejtezőre került                           |  | 0–2 | 0–0 | —   | 2–1 | 2–0 |
| 4.    | Fehéroroszország | 8 | 1  | 1 | 6 | 4  | 16 | −12 | 4  | Pótselejtezőre került                           |  | 0–2 | 1–2 | 0–1 | —   | 0–0 |
| 5.    | Észtország       | 8 | 0  | 1 | 7 | 2  | 26 | −24 | 1  |                                                 |  | 0–3 | 0–4 | 1–2 | 1–2 | —   |

## Mérkőzések
A csoportok sorsolását 2018. december 2-án tartották Dublinban. A menetrendet az UEFA még ugyanazon a napon közzétette. Az időpontok közép-európai idő szerint, zárójelben helyi idő szerint értendők.
| 2019. március 21. 20:45 |

| Hollandia                                          | 4–0               | Fehéroroszország |
| -------------------------------------------------- | ----------------- | ---------------- |
| Depay 1' 55' (11-esből) Wijnaldum 21' van Dijk 86' | (2–0) Jegyzőkönyv |                  |

| Feijenoord Stadion, Rotterdam Játékvezető: Davide Massa (olasz) |

| 2019. március 21. 20:45 (19:45 UTC±0) |

| Észak-Írország                  | 2–0               | Észtország |
| ------------------------------- | ----------------- | ---------- |
| McGinn 56' Davis 75' (11-esből) | (0–0) Jegyzőkönyv |            |

| Windsor Park, Belfast Játékvezető: Ivan Bebek (horvát) |

| 2019. március 24. 20:45 |

| Hollandia             | 2–3               | Németország                    |
| --------------------- | ----------------- | ------------------------------ |
| de Ligt 48' Depay 63' | (0–2) Jegyzőkönyv | Sané 15' Gnabry 34' Schulz 90' |

| Johan Cruijff Arena, Amszterdam Játékvezető: Jesús Gil Manzano (spanyol) |

| 2019. március 24. 20:45 (19:45 UTC±0) |

| Észak-Írország         | 2–1               | Fehéroroszország |
| ---------------------- | ----------------- | ---------------- |
| Evans 30' Magennis 87' | (1–1) Jegyzőkönyv | Sztaszevics 33'  |

| Windsor Park, Belfast Játékvezető: Paweł Raczkowski (lengyel) |

| 2019. június 8. 18:00 (19:00 UTC+3) |

| Észtország    | 1–2               | Észak-Írország              |
| ------------- | ----------------- | --------------------------- |
| Vassiljev 25' | (1–0) Jegyzőkönyv | Washington 77' Magennis 80' |

| A. Le Coq Aréna, Tallinn Játékvezető: Fabio Verissimo (portugál) |

| 2019. június 8. 20:45 (21:45 UTC+3) |

| Fehéroroszország | 0–2               | Németország       |
| ---------------- | ----------------- | ----------------- |
|                  | (0–1) Jegyzőkönyv | Sané 13' Reus 62' |

| Borisov Arena, Bariszav Játékvezető: Srđan Jovanović (szerb) |

| 2019. június 11. 20:45 (21:45 UTC+3) |

| Fehéroroszország | 0–1               | Észak-Írország |
| ---------------- | ----------------- | -------------- |
|                  | (0–0) Jegyzőkönyv | McNair 86'     |

| Borisov Arena, Bariszav Játékvezető: Harald Lechner (osztrák) |

| 2019. június 11. 20:45 |

| Németország                                                                          | 8–0               | Észtország |
| ------------------------------------------------------------------------------------ | ----------------- | ---------- |
| Reus 10' 37' Gnabry 17' 62' Goretzka 20' Gündoğan 26' (11-esből) Werner 79' Sané 88' | (5–0) Jegyzőkönyv |            |

| Opel Arena, Mainz Játékvezető: Ali Palabıyık (török) |

| 2019. szeptember 6. 20:45 (21:45 UTC+3) |

| Észtország | 1–2               | Fehéroroszország         |
| ---------- | ----------------- | ------------------------ |
| Sorga 54'  | (0–0) Jegyzőkönyv | Naumov 48' Skavysh 90+2' |

| A. Le Coq Aréna, Tallinn Játékvezető: Alain Durieux (luxemburgi) |

| 2019. szeptember 6. 20:45 |

| Németország                    | 2–4               | Hollandia                                                |
| ------------------------------ | ----------------- | -------------------------------------------------------- |
| Gnabry 9' Kroos 73' (11-esből) | (1–0) Jegyzőkönyv | F. de Jong 59' Tah 66' (öngól) Malen 79' Wijnaldum 90+1' |

| Volksparkstadion, Hamburg Játékvezető: Artur Soares Dias (portugál) |

| 2019. szeptember 9. 20:45 (21:45 UTC+3) |

| Észtország | 0–4               | Hollandia                             |
| ---------- | ----------------- | ------------------------------------- |
|            | (0–1) Jegyzőkönyv | Babel 17' 47' Depay 76' Wijnaldum 87' |

| A. Le Coq Aréna, Tallinn Játékvezető: Serhiy Boiko (ukrán) |

| 2019. szeptember 9. 20:45 (19:45 UTC+1) |

| Észak-Írország | 0–2               | Németország                  |
| -------------- | ----------------- | ---------------------------- |
|                | (0–0) Jegyzőkönyv | Halstenberg 48' Gnabry 90+3' |

| Windsor Park, Belfast Játékvezető: Daniele Orsato (olasz) |

| 2019. október 10. 20:45 (21:45 UTC+3) |

| Fehéroroszország | 0–0         | Észtország |
| ---------------- | ----------- | ---------- |
|                  | Jegyzőkönyv |            |

| Dinamo Stadium, Minszk Játékvezető: Ricardo de Burgos Bengoetxea (spanyol) |

| 2019. október 10. 20:45 |

| Hollandia                        | 3–1               | Észak-Írország |
| -------------------------------- | ----------------- | -------------- |
| Depay 80' 90+4' L. de Jong 90+1' | (0–0) Jegyzőkönyv | Magennis 75'   |

| De Kuip, Rotterdam Játékvezető: Benoît Bastien (francia) |

| 2019. október 13. 18:00 (19:00 UTC+3) |

| Fehéroroszország | 1–2               | Hollandia         |
| ---------------- | ----------------- | ----------------- |
| Drahun 54'       | (0–2) Jegyzőkönyv | Wijnaldum 32' 41' |

| Dinamo Stadium, Minszk Játékvezető: Anasztásziosz Szidirópulosz (görög) |

| 2019. október 13. 20:45 (21:45 UTC+3) |

| Észtország | 0–3               | Németország                              |
| ---------- | ----------------- | ---------------------------------------- |
|            | (0–0) Jegyzőkönyv | Gündoğan 51' Mets 57' (öngól) Werner 71' |

| A. Le Coq Aréna, Tallinn Játékvezető: Georgi Kabakov (bolgár) |

| 2019. november 16. 20:45 |

| Németország                           | 4–0               | Fehéroroszország |
| ------------------------------------- | ----------------- | ---------------- |
| Ginter 41' Goretzka 49' Kroos 55' 83' | (1–0) Jegyzőkönyv |                  |

| Borussia-Park Stadion, Mönchengladbach Játékvezető: Orel Grinfeld (izraeli) |

| 2019. november 16. 20:45 (19:45 UTC±0) |

| Észak-Írország | 0–0         | Hollandia |
| -------------- | ----------- | --------- |
|                | Jegyzőkönyv |           |

| Windsor Park, Belfast Játékvezető: Szymon Marciniak (lengyel) |

| 2019. november 19. 20:45 |

| Németország                                      | 6–1               | Észak-Írország |
| ------------------------------------------------ | ----------------- | -------------- |
| Gnabry 19' 47' 60' Goretzka 43' 73' Brandt 90+1' | (2–1) Jegyzőkönyv | Smith 7'       |

| Waldstadion, Frankfurt am Main Játékvezető: Carlos del Cerro Grande (spanyol) |

| 2019. november 19. 20:45 |

| Hollandia                              | 5–0               | Észtország |
| -------------------------------------- | ----------------- | ---------- |
| Wijnaldum 6' 66' 79' Aké 19' Boadu 87' | (2–0) Jegyzőkönyv |            |

| Johan Cruijff Arena, Amszterdam Játékvezető: Davide Massa (olasz) |